# Национальный электронно-информационный консорциум
Национальный электронно-информационный консорциум (НЭИКОН) — национальный консорциум российских организаций образования, науки, и культуры (библиотек, научно-исследовательских институтов, вузов и научных центров), чья деятельность направлена на обеспечение доступа к авторитетной научной информации в электронной форме (в первую очередь, к базам статей научных журналов). В консорциум входит 1057 организаций (на август 2018).

## История создания
Национальный консорциум российских библиотек, НЭИКОН создан и зарегистрирован в 2002 году. Учредителями выступили крупнейшие библиотеки России — Российская государственная библиотека, Российская национальная библиотека и Всероссийская государственная библиотека иностранной литературы имени М. И. Рудомино.
По состоянию на 2018 год участниками НЭИКОН являлись более 1000 организации во всех Федеральных округах и регионах Российской Федерации. Более половины всех участников составляют организации Федерального агентства научных организаций (ФАНО), ведомственные НИИ и научные центры. 40 % — это вузы, включая все Федеральные университеты, Национальные исследовательские университеты и университеты проекта 5-100, публичные библиотеки — около 8 %.
Начиная с 2014 года, в структуру НЭИКОН входят подразделения, занимающиеся поддержкой российских научных журналов и реализацией проектов открытого доступа.

## Деятельность
Главным направлением деятельности НЭИКОН является информационное обеспечение организаций-участников консорциума. В рамках этого направления НЭИКОН представляет интересы и действует от имени организаций-участников при проведении переговоров и заключении соглашений с крупнейшими провайдерами научной информации, а также обеспечивает удалённый доступ российских пользователей к подписным научным ресурсам.
НЭИКОН осуществляет подписку российских организаций на коллекции, базы данных и индексы цитирования научных публикаций ведущих зарубежных и российских поставщиков научной информации. По состоянию на конец 2017 года партнёрами НЭИКОН являлись 117 издательств и информационных компаний, предлагающих более 700 различных ресурсов.
Система российской национальной консорциумной подписки за счет государственного финансирования в рамках Федеральных целевых программ (ФЦП) сформировалась за период 2005—2013 годов при непосредственном участии НЭИКОН (см. перечень государственных контрактов в разделе «Проекты») и в настоящее время успешно реализуется в рамках проектов Государственной публичной научно-технической библиотеки России.
Поддержка российских научных журналов осуществляется как в рамках государственных проектов Минобрнауки Российской Федерации, так и собственных проектов НЭИКОН.
Поддержка всего издательского цикла и размещение выпусков научных журналов выполняется на базе собственной платформы комплексной поддержки и повышения качества научных журналов Elpub.
С 2014 года работает учебно-консультационный центр НЭИКОН — академия Ассоциации научных редакторов и издателей с филиалом в Санкт-Петербурге на базе РГПУ им. А. И. Герцена.
В 2017 году в рамках проекта «DIREKT: Developing Trans-regional information literacy for lifelong learning and the knowledge economy» (Развитие трансрегиональной информационной грамотности для непрерывного образования и экономики знаний) в партнёрстве с ведущими российскими университетами (Дальневосточный федеральный университет, Мордовский государственный университет имени Н. П. Огарева, Балтийский федеральный университет имени Иммануила Канта и Петрозаводский государственный университет) разработан курс информационной грамотности (Information Literacy) и написания научных работ (Academic Writing).
C 2013 консорциум проводит две ежегодные конференции НЭИКОН: «Электронные научные и образовательные ресурсы: создание, продвижение и использование» и «Научное издание международного уровня».
С 2000 по 2015 год НЭИКОН представлял Россию в проекте консорциумов развивающихся стран Electronic Information for Libraries, входит в Международную коалицию библиотечных консорциумов International  Coalition of Library Consortia и Конфедерацию репозиториев открытого доступа (Confederation of Open Access Repositories), является участником и учредителем Ассоциации научных редакторов и издателей и ассоциации АНЭК, участником Ассоциации производителей и пользователей образовательных электронных ресурсов и проекта Counter. C 2018 года НЭИКОН является официальным участником международного альянса Open Access 2020.

### Проекты
- Развитие системы электронно-информационного обеспечения научных исследований и процесса образования по приоритетным направлениям развития научно-технического комплекса России[17].
- Развитие системы доступа к электронным ресурсам научно-информационного комплекса поддержки исследований и разработок по приоритетным направлениям развития науки, технологий и техники на 2008—2010 годы[18].
- Поддержка и расширение системы обеспечения новыми информационными технологиями участников Федеральной целевой программы «Исследования и разработки по приоритетным направлениям развития научно-технологического комплекса России на 2007—2013 гг.»[19].
- Разработка и апробация методики анализа и обобщения результатов научно-технической деятельности и публикационной активности в России и за рубежом[20].
- Обеспечение доступа участников национальной нанотехнологической сети к электронным источникам научно-технической информации, необходимой для проведения исследований и разработок в области нанотехнологий[21].
- Исследование обеспеченности, востребованности и эффективности использования российскими научными и образовательными организациями зарубежных источников информации для проведения работ по приоритетным направлениям науки.[22].
- Некоммерческий проект НЭИКОН по развитию платформы «Архив научных журналов».
- Некоммерческий проект НЭИКОН по созданию Архива оцифрованных материалов Российской государственной детской библиотеки[23].
- Развитие трансрегиональной информационной грамотности для непрерывного образования и экономики знаний. Проект реализуется в рамках программы ERASMUS+ в части программы Евросоюза «Непрерывное образование 2007—2013» (Lifelong Learning Programme 2007—2013).
- Разработка и внедрение инструментов демонстрации и популяризации научно-исследовательских и научно-технических работ и достижений в образовании и науке, стимулирующих формирование положительной оценки в освещении актуальных процессов в области научных исследований, интеллектуальных технологий[24].
- Продолжение конкурсной поддержки программ развития научных журналов с целью их вхождения в международные наукометрические базы данных[25].
- «Федеральная резервная система банков знаний». Цель — создание информационной инфраструктуры открытого доступа. НЭИКОН реализует инженерно-техническую часть проекта.
- «Национальный агрегатор открытых репозиториев российских университетов»[26]. Проект предполагает создание единой платформы репозиториев открытого доступа, аккумулирующих научные труды российских учёных.